# Fang Lijun
Fang Lijun (* 1963 in Hebei, China) ist ein chinesischer Künstler, dessen Werke dem „Zynischen Realismus“ zugeordnet werden. 1993 gelang Fang Lijun auf der Biennale in Venedig der internationale Durchbruch. In Bildern und Skulpturen tauchen häufig glatzköpfige Männer auf, die ihren Mund halb geöffnet haben, was zu Lijuns Markenzeichen wurde. Der Künstler lebt und arbeitet in Peking.

## Zynischer Realismus
Fang Lijun wurde bereits in den 1990er Jahren in China und im Westen bekannt für seinen illustrativen, plakativen Stil und für die Darstellung seiner kahlen, stereotypen, bisweilen lächelnden oder mit einfachem mimischen Ausdruck dargestellten Gesichtern. Seit dieser Zeit charakterisiert die Kunstkritik seine Werke mit dem Begriff des Zynischen Realismus. Die Figuren und Gesichter in den Bildern des Zynischen Realismus sind mimisch und gestisch verzerrt und scheinen zufällig ausgewählt. Ein Hauch von Selbstironie ist ihnen eigen. Zu sehen sind kahlköpfige junge Männer in verschiedenen Bewegungen: Sie gähnen, lächeln, schauen ernst oder zeigen andere stereotyp unpersönliche Ausdrucksmomente. Seine Figuren interpretieren in ihrer massenhaften ‘Plakativität‘ den Richtungsverlust von Jugendlichen in China nach 1989. Während die Gesichter und Figuren in den 90er Jahren noch in einem etwas genauer definierten Umraum agierten, zeigen seine Bilder ab etwa 2000 ein verdichtetes Massenphänomen und eine wachsende Stereotypisierung der Gesichter. Das Individuum wird zunehmend entpersönlicht und nähert sich in Form, Ausdruck und Mimik dem der anonymen anderen an.

## Rezeption in Europa
Im Oktober 2002, als Rolf Lauter Direktor der Kunsthalle Mannheim wurde, traf er Alexander Ochs aus Berlin, um mit seiner Unterstützung im Museum junge Künstler aus Asien, speziell China, zu zeigen. 2003 präsentierte Lauter in seiner zweiten Neuordnung der Sammlung Leihgaben von Fang Lijun, Yue Minjun und Yang Shaobin in einer kultur- und zeitübergreifenden Konstellation zum Thema „EigenRaum“ mit Porträtplastiken des 19. Jahrhunderts von Maillol und Rodin, Leuchtkästen von Jeff Wall und Werken von Alex Katz. Besonders die Arbeit „SARS“ (später mit „Untitled“ bezeichnet) von Fang Lijun, ein großformatiger, farbig leuchtender Holzschnitt, erregte das besondere Interesse des Publikums. „Den Bildern von Katz gegenübergestellt ist ein aus sieben bedruckten Rollbildern zusammengesetztes Werk in der Größe 400 x 854 cm des Chinesischen Künstlers Fang Lijun. Sein mit „SARS“ bezeichnetes Werk thematisiert neben einer steigenden Tendenz zur ‚Entindividualisierung‘ des Menschen die „leuchtende“ Gefahr des Virus auch für die Menschenmassen in China.“ Leider wurde damals in Mannheim dem Ankaufswunsch von Rolf Lauter nicht entsprochen. Exemplare der Arbeit befinden sich heute in den Sammlungen des MoMA und des Centre Pompidou Paris.

## Einzelausstellungen (Auswahl)
- 2009 „Sea & Sky“ Kunsthalle Bielefeld, Deutschland
- 2008 Kastrupgaardsamlingen, Kastrup, Dänemark
- 2006 „Life is Now“, Galeri Nasional, Jakarta, Indonesien
- 2006 Kupferstichkabinett Staatliche Museen zu Berlin, Deutschland
- 2006 „Fang Lijun: Today“, Today Art Museum Beijing, China
- 2005 National Galerie / China Art Museum, Peking, China
- 2004 „Fang Lijun – Leben ist jetzt“, Alexander Ochs Galleries Berlin – Beijing, Berlin, Deutschland
- 2002 „Fang Lijun, Between Beijing & Dali, Holzschnitte & Gemälde 1989 – 2002“, Ludwig Forum für Internationale Kunst Aachen, Deutschland[11][12]

## Werke
- Sans titre (SARS), 2003, Xylographie sur papier, 400 × 854 cm, Inscriptions : Signé en chinois, numéroté, daté en bas sur chaque élément : 1/8 2003.2.1, 7 panneaux (rouleaux), Achat 2004, Numéro d'inventaire : AM 2004-83.
- Herbst 2011, Gemälde, gezeigt auf der 5. Chengdu Biennale 2011, Chengdu, Sichuan, Volksrepublik China